# Jarpice
Jarpice település Csehországban, a Kladnói járásban. Jarpice Páleč, Mšené-lázně, Vraný, Zlonice és Šlapanice településekkel határos. Lakosainak száma 306 fő (2024. január 1.).

## Népesség
A település lakosságának változását az alábbi diagram mutatja:
| Lakosok száma | 586  | 658  | 625  | 411  | 294  | 241  | 282  | 294  | 291  | 306  |
|               | 1869 | 1890 | 1921 | 1950 | 1980 | 2001 | 2017 | 2019 | 2022 | 2024 |